# Palau de Maricel
El “Palau de Maricel”, o “Maricel de Terra”, es parte del conjunto artístico novecentista de Maricel, situado en el centro histórico de Sitges (Garraf). Es un edificio novocentista construido entre 1913 y 1916, dedicado actualmente a actividades culturales (conciertos, conferencias, presentaciones, recitales...) y a alquiler de espacios (bodas civiles, congresos, reuniones, etc.). Es un edificio que forma parte del Inventario del Patrimonio Arquitectónico de Cataluña.

## Edificio

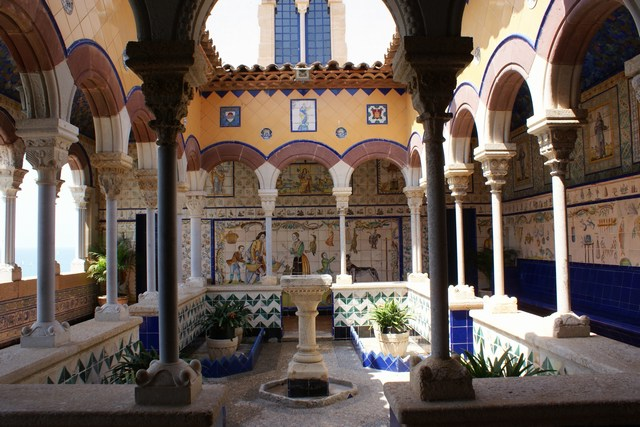
Claustro de Maricel de Tierra

Miquel Utrillo construyó este palacio con elementos arquitectónicos de diferentes lugares de España. Cómo por ejemplo, la puerta de acceso de estilo gótico isabelino del Palau Villena de Cadalso de los Vidrios de Madrid, la puerta del Palacio de Raixa de Mallorca, la figura de Santo Miquel del puente de Balaguer o el balcón de Santa Coloma de Queralt. El conjunto de Maricel está formado por varios edificios organizados a ambos lados de la calle de Fonollar y unidos por un puente. Son dos grandes bloques conocidos como Maricel de Mar, el actual Museo de Maricel, y Maricel de Tierra, conocido como el Palacio de Maricel, y se construyeron con elementos artísticos de varios periodos y estilos. Maricel de Mar está construido sobre las rocas.
La torre que da al baluarte es un elemento remarcable. Tiene almenas, puerta de acceso de arco de medio punto, ventana conopial y la imagen del arcángel Santo Miquel. Maricel de Tierra es formado por un conjunto de edificios de planta irregular que están situados entre la calle Fonollar, de San Juan y de la Bajada. En este sector hay que mencionar el Rincón de la Calma, con la puerta de acceso y los capiteles. Los capiteles, hechos por el escultor Pere Jou, forman una serie de cincuenta con temas variados: patrañas, personajes de principios del siglo XX, costumbres, etc.

## Colecciones

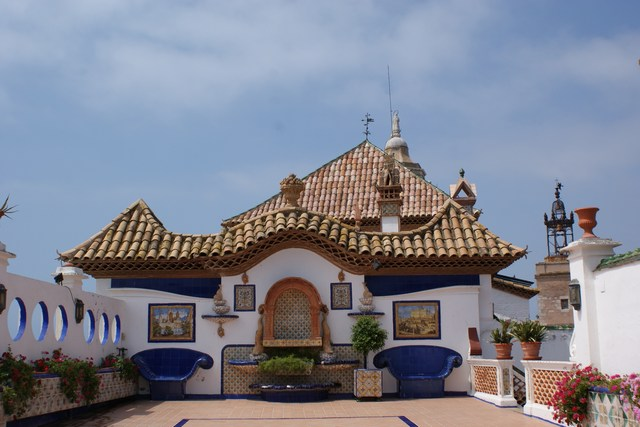
Terrazas del Maricel de Tierra

Las obras empezaron en 1910 y acabaron el 1918. Durante este tiempo, Charles Deering, amante y protector de las artes creó una impresionante colección de arte que comprendía casi todas las disciplinas artísticas, desde mobiliario hasta pintura, pasando por escultura, forja, vidrio, mosaico, libros y tapices.  En las paredes de Palau Maricel colgaron obras de Ramón Casas, Santiago Rusiñol, Joaquim Mir, Josep Maria Sert, Zurbarán, El Greco, Velázquez, Goya, para citar solo unos ejemplos. El año 1921, por disconformidad con Miquel Utrillo, Charles Deering abandonó Sitges llevándose con él toda su colección de arte. 
En un primer momento parte de su colección fue al Castillo de Tamarit y posteriormente, al morir Deering, su familia dio la mayor parte de la colección al Arte Institute of Chicago. En 1932 el Palacio de Maricel fue alquilado por la Junta de Museos de Cataluña para ampliación del Museo de la Madriguera Ferrat. En el año 1936 la Junta de Museos de Cataluña decide llevar parte de las obras del Museo de Reproducciones Artísticas al Palacio de Maricel. Este museo fue creado con la intención de acercar al público las obras maestras de tiempos pasados. 